# Province de Sassari
La province de Sassari est une des cinq provinces italiennes de la Sardaigne. Depuis le 20 avril 2016, elle comprend aussi l'ancienne province d'Olbia-Tempio dissoute.
Le 12 avril 2021 à la suite de la loi régionale no 7, elle a donné naissance à la ville métropolitaine de Sassari dont le territoire correspond à l'ancienne province de Sassari moins le territoire de la nouvelle province de Sardaigne Nord-Est.

## Géographie
La ville de Sassari, capitale de cette province, est d'origine nuragique. Elle est la ville la plus importante située dans la partie nord-ouest de l'île. Elle comprend au nord la plaine de la Nurra, le promontoire de Stintino et l'île de l'Asinara qui ferment le golfe d'Asinara. Au sud, on remarque une vaste série de montagnes et les plateaux d'origine volcanique du Logudoro.

## Culture

### Université
L'université de Sassari est la plus ancienne de Sardaigne (fondée par les Jésuites en 1562) et jouit d'une excellente réputation, en particulier pour les études de droit, de médecine vétérinaire, de médecine et d'agriculture. Ses bibliothèques contiennent un certain nombre de documents anciens, notamment les condaghes, les premiers codes juridiques de la Sardaigne et les premiers documents écrits en langue sarde (XIe siècle), et la célèbre Carta de Logu (la constitution émise par Mariano IV d'Arborée et mise à jour plus tard par sa fille, la régente Eléonore d'Arborée) au XIVe siècle.
L'université de Sassari a obtenu en 2009 la première place dans le classement des meilleures universités italiennes de taille moyenne, établi par l'institut de recherche Censis. 

## Tourisme
En ville, plusieurs monuments sont dignes d'attention : la cathédrale de style gothique et baroque espagnol, l'église Sainte-Catherine, gothique avec des influences de la Renaissance. Le centre de la ville est la vaste Piazza d'Italia où les habitants se rencontrent pour leur traditionnelle promenade. De là, on peut descendre le long du fameux Corso Vittorio Emmanuele, à travers les petites rues de la vieille ville.
Outre Sassari, nous trouvons Alghero, ancienne ville catalane, actuellement grand centre touristique dont il faut rappeler l'activité de pêche et l'activité agricole d'un arrière-pays fertile.
Plus à l'est, toujours en bord de mer, se dresse Castelsardo dont la vieille ville médiévale est conservée dans tout son charme.

## Administration
Le 9 mai 2005, 25 communes de la province de Sassari en ont été détachées, après les élections provinciales, pour constituer l'essentiel de la province d'Olbia-Tempio nouvellement créée sur la région historique de la Gallura.

## Politique
Dans une région plutôt de droite, lors des élections provinciales et municipales des 8 et 9 mai 2005, les résultats ont été les suivants :
- présidente de la province, Alessandra Giudici (ép. Fogu), avec 119 693 v. et 60,7 % (l'Olivier et l'Union) ;
- battu pour la présidence, mais élu conseiller provincial, Stefano Poddighe, 64 252 v. et 32,6 % (Maison des libertés).
- majorité (20 sur 30 conseillers) du conseil provincial composée en plus de 5 Démocrates de gauche, 4 Margherita, 3 Popolari-UDEUR, 2 Parti sarde d'action, 2 Socialistes démocrates italiens, 2 Progetto Sardegna et 1 Refondation communiste ;
- opposition (10) du conseil provincial composée en plus de 5 Forza Italia, 3 Alliance nationale et 1 Union des démocrates chrétiens.
- non représentés au conseil provincial, Indipendèntzia Repùbrica de Sardigna, avec 4,3 % pour Gavino Sale ; une liste Democrazia cristiana, avec 1,2 % pour Cicchetto Pinna ; une liste Sardigna Natzione Indipendentzia, avec 1,2 % pour Zampa Marras.
- enfin, le maire de Sassari est désormais Gianfranco Ganau, également de l'Olivier avec 58,1 % des voix.